# Sonorama 2025
El Sonorama 2025, o Sonorama Ribera 2025, fue la XXVIIIª edición del Festival Sonorama, y se celebró en la ciudad española de Aranda de Duero (Burgos), entre el 6 y el 10 de agosto de 2025. Estuvo organizado por la asociación cultural "Art de Troya".
Como en anteriores ediciones, las actuaciones fueron llevadas a cabo en el recinto principal y en varias plazas emblemáticas de Aranda. La organización redujo en 2024 el aforo del recinto para mejorar la comodidad de los asistentes, y para esta edición confeccionó un cartel con relevantes artistas extranjeros como Franz Ferdinand y Supergrass, españoles como Arde Bogotá, Amaia, Viva Suecia o Carolina Durante y la presencia de algunos clásicos del panorama nacional, como Duncan Dhu y Café Quijano. Los diez escenarios dispuestos alojaron a los 200 artistas participantes, mientras que la asistencia máxima diaria se estimó en unas 30 000 personas. La organización anunció que sería un festival que se distinguiría por la accesibilidad y la inclusión.

## Cartel
Los horarios fueron anunciados por la organización el 29 de julio de 2025.

### 6 de agosto
Escenario Aranda de Duero
- 19:40 horas: Nil Moliner
- 21:20 horas: Fermín Muguruza
- 23:00 horas: Fernandocosta
- 00:50 horas: Alizzz
- 02:30 horas: Innmir

Escenario Ribera del Duero
- 19:00 horas: Bauer
- 20:30 horas: Rulo y la Contrabanda
- 22:20 horas: Miss Caffeina
- 00:10 horas: Zahara
- 01:50 horas: Cycle

### 7 de agosto

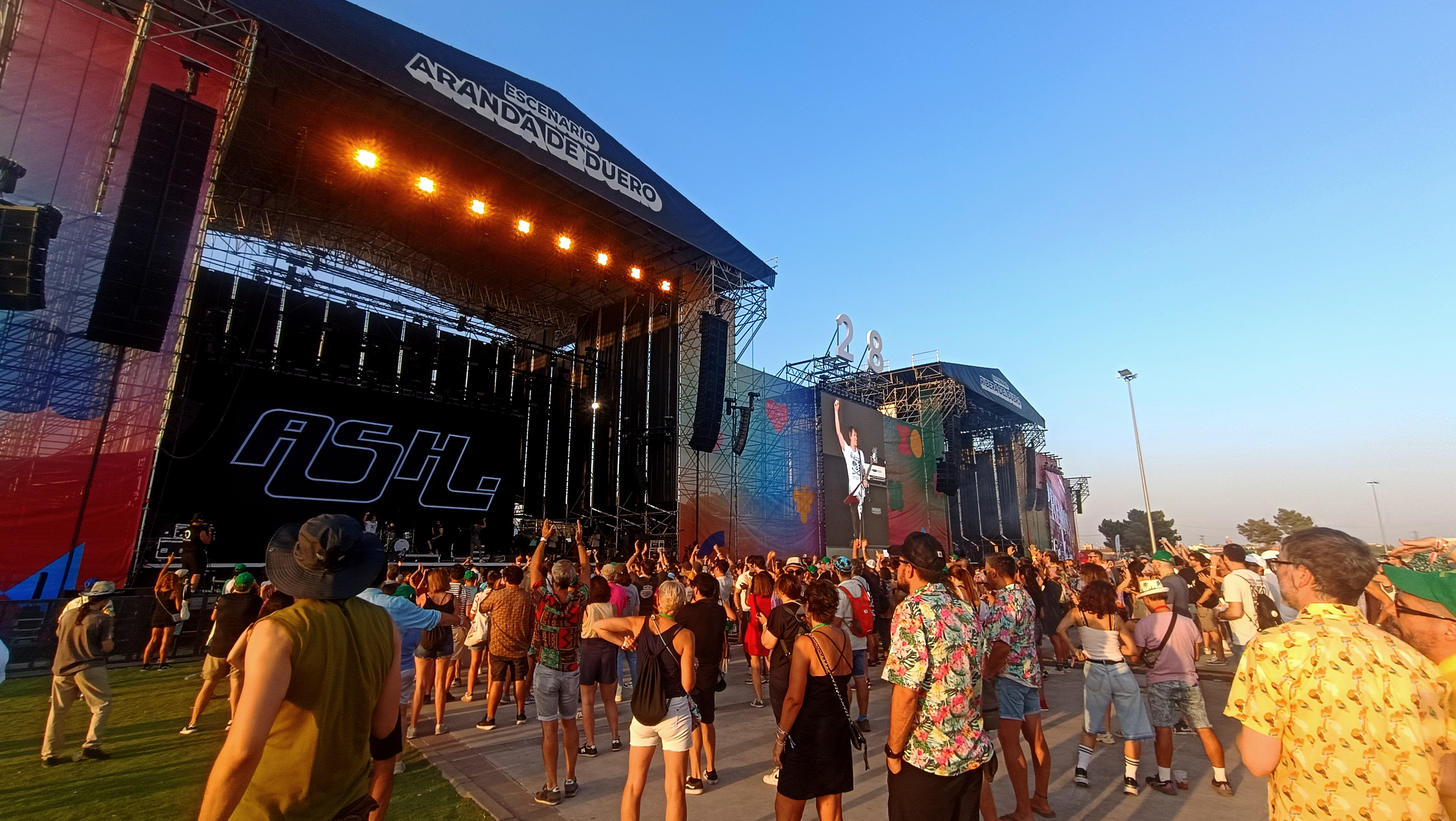
Actuación de Ash en el escenario Aranda de Duero.

Escenario Aranda de Duero
- 19:50 horas: Ash
- 21:30 horas: Café Quijano
- 23:30 horas: Viva Suecia
- 01:45 horas: Pignoise
- 03:30 horas: Fuzzz by DJ Nano

Escenario Ribera del Duero
- 19:00 horas: Arizona Baby
- 20:40 horas: Ginebras
- 22:30 horas: Supergrass
- 00:45 horas: Siloé
- 02:40 horas: Cupido

### 8 de agosto
Escenario Aranda de Duero
- 19:50 horas: Chambao
- 21:35 horas: La Raíz
- 00:05 horas: Carolina Durante
- 02:00 horas: Nena Daconte
- 03:50 horas: Carlos Jean

Escenario Ribera del Duero
- 19:00 horas: Besmaya
- 20:45 horas: Rufus T. Firefly
- 22:50 horas: Franz Ferdinand
- 01:05 horas: Barry B
- 02:50 horas: Elyella

### 9 de agosto
Escenario Aranda de Duero
- 19:45 horas: Carlos Sadness
- 21:40 horas: Amaia
- 00:25 horas: La La Love You
- 02:30 horas: Don Patricio
- 04:25 horas: Ley DJ

Escenario Ribera del Duero
- 19:00 horas: Íñigo Quintero
- 20:35 horas: Duncan Dhu
- 22:50 horas: Arde Bogotá
- 01:30 horas: Dorian
- 03:25 horas: Delaporte

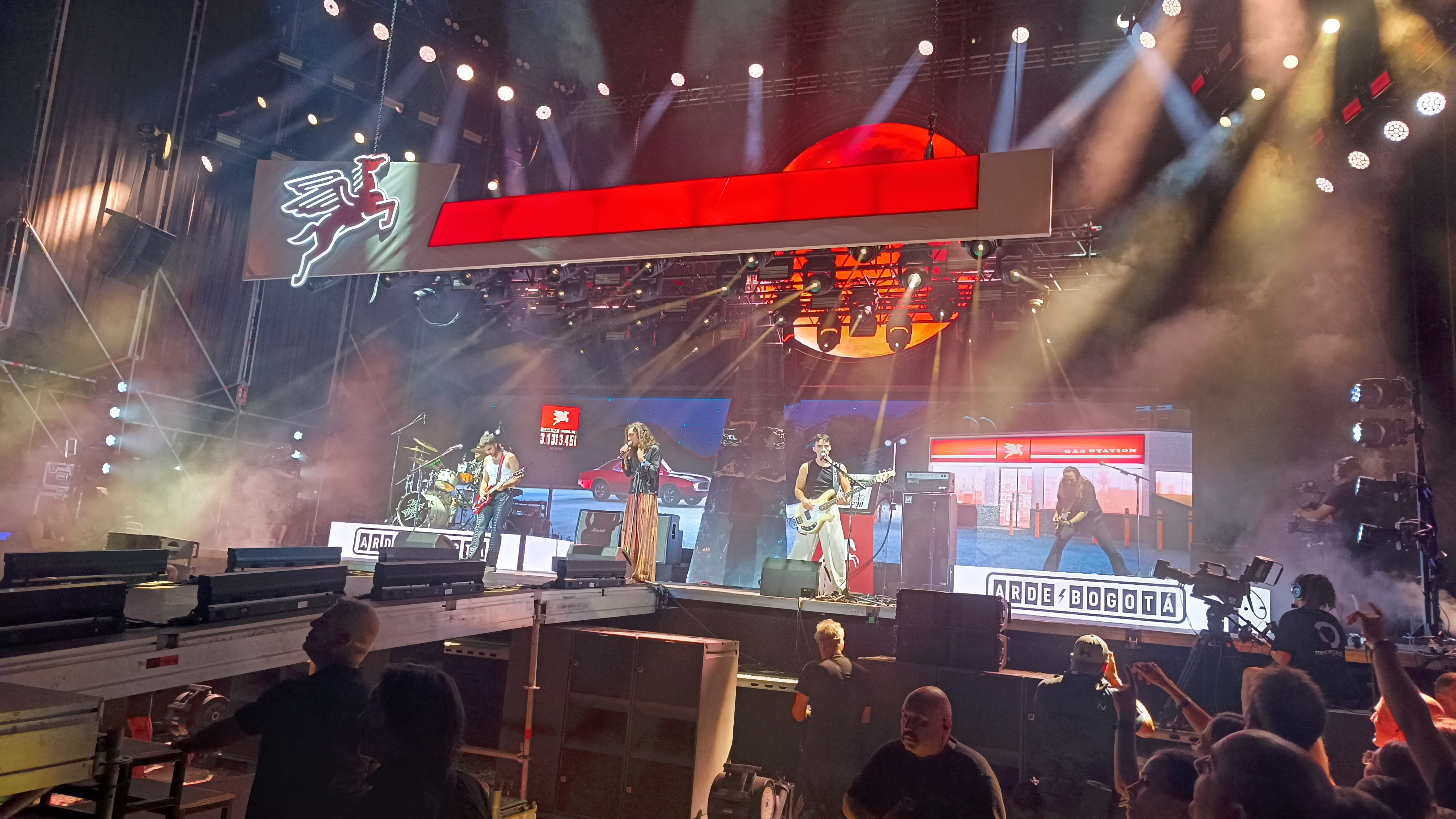
Actuación de Arde Bogotá en el escenario Ribera del Duero.

Además de los dos escenarios principales, habrá actuaciones en los escenarios Tierra de Sabor, AFMCYL y Glo Music Hall dentro del recinto, y en la plaza del Trigo, plaza de la Sal y Café Central en el exterior.